# В круге света (Эхо Москвы)
О музыкальном альбоме см. В круге света
«В кру́ге све́та» — программа Светланы Сорокиной, проект радиостанции «Эхо Москвы» и телеканалов «Домашний» и RTVi.
Радиоверсия существовала с 10 сентября 2005 года по 1 марта 2022 года. Среди гостей программы были политики первого уровня, главы государств, известные общественные деятели.
С сентября 2006 года программа выходила в прямом эфире и на телевидении, изначально на телеканале «Домашний» (4 выпуска, телеэфир со 2 по 10 сентября 2006 года).
С 16 сентября 2006 года программа переместилась на международный канал RTVi, тогда же (с 23 сентября) соведущим Светланы Сорокиной стал Юрий Кобаладзе (ранее им был главный редактор «Эха Москвы» Алексей Венедиктов). 

## Телевизионная версия
Премьера программы «В круге света» состоялась на «Домашнем» 2 сентября 2006 года, она выходила в прайм-тайм два раза в неделю по субботам и воскресеньям (20:00). Глава «СТС Медиа» Александр Роднянский больше года уговаривал Светлану Сорокину стать ведущей вечернего ток-шоу, чтобы расширить аудиторию канала «Домашний».
Программа сразу же привлекла внимание телезрителей и журналистов центральных газет, пишущих о телевидении. Другие особенности программы — наличие прямого эфира, номера телефона для звонков в студию, обсуждение одной темы с приглашёнными гостями, а также известные теле- и радиоведущие Светлана Сорокина и Алексей Венедиктов.
Через две недели производство программы было прекращено. Программа успела выйти четыре раза.
По сведениям «Коммерсанта», акционерам «СТС Медиа», в состав которой входит канал «Домашний», не понравилось, что в прямом эфире программы обсуждались политические темы. Причиной закрытия стали прозвучавшие в прямом эфире программы оценки российского суда как «полицейского», а также слова о «наглом вмешательстве» ФСБ в работу «третьей власти». Это и вызвало столь резкую реакцию ряда акционеров канала, в частности «Альфа-групп», пишет газета. Самым рейтинговым был второй выпуск программы, в котором Виктор Ерофеев и Владимир Меньшов рассуждали на тему взаимоотношений русских и иностранцев, прошедший в Москве с долей 3,84% и рейтингом 1,34%, а по стране — с показателями доли и рейтинга 1,33% и 0,44%. 
Комментарий обозревателя «Независимой газеты» Телемаха Пандорина о закрытии телеверсии:
Собрался я в эту субботу смотреть «В круге света» на канале «Домашний» — а на экране почему-то появилась царица Савская. Что такое, почему? Я — бегом к интернету. Оказывается, передача-то уже закрыта! Ввиду несоответствия уровню и амбициям канала «Домашний». А также недостаточности рейтингов. Да к месту ли, на самом деле, были там эти люди? Ведь ведущий нынче должен быть приглаженно гламурным, в дорогом костюме и при галстуке. А ведущая должна главным образом лучезарно улыбаться, а не умные разговоры разговаривать.
Комментарий Светланы Сорокиной:
Честно говоря, я не рассчитывала на то, что наша передача не просуществует и полмесяца. Скорость закрытия необыкновенная! Да мы, собственно, о политике еще даже толком не поговорили. Но герои, которых мы приглашали, — люди самостоятельные, со своей точкой зрения на происходящее, поэтому, разумеется, за меловую черту заступали. 

Наличие политической цензуры вовсе не беспокоит общество: его уже давным-давно посадили на нужные государству программы — типа «Танцы на льду» и «Кривое зеркало», на многочисленные сериалы, на ток-шоу, которые занимают львиную долю телеэфира и где решаются проблемы типа: «Живёшь с женой, а любишь тёщу. Что делать?». При этом за кадром остаются серьёзные темы, к которым общество почему-то равнодушно…
В печатных телепрограммах на канале «Домашний» программа упоминалась до 24 сентября 2006 года.